# Armillaria gallica
Armillaria gallica (sinónimo A. bulbosa y A. lutea) es una especie de hongo Armillaria de la familia Physalacriaceae del orden Agaricales. La especie es común y ecológicamente importante ya que transforma la madera, el hongo que puede vivir como un saprófito o como un oportunista parásito en árboles debilitados a causa de la pudrición de la raíz o del tocón. Se encuentra en zonas templadas de regiones de Asia, América del Norte y Europa. La especie forma cuerpos fructíferos, solos o en grupos, en tierra o madera podrida. El hongo ha sido inadvertidamente introducido a Sudáfrica. Armillaria gallica ha tenido una confusa taxonomía, debido en parte a las dificultades históricas encontradas en la distinción entre especies Armillaria similares. El hongo ha recibido la atención internacional desde la década de 1990 cuando un individuo encontró una colonia viviendo en un bosque de Míchigan se informó que cubría un área de 15 hectáreas (37 acres) y pesaba por lo menos 9.500 kilogramos (21.000 libras), con una edad de 1.500 años de antigüedad. Este individuo es conocido popularmente como el "hongo humungous", y es una atracción turística y fuente de inspiración para un festival anual del hongo en Crystal Falls.
Armillaria gallica es un hongo subterráneo en gran parte, y produce cuerpos fructíferos que son de hasta unos 10 cm (3,9 in) de diámetro, de color amarillo-marrón, y cubierto de pequeñas escamas. En el lado inferior de las tapas son branquias que son de color blanco a naranja cremosa o pálido. El vástago puede ser de hasta 10 cm (3,9 in) de largo, con un anillo blanco que divide el color del vástago en color naranja pálido a marrón por encima y por debajo de color más claro. El hongo puede desarrollar un amplio sistema de estructuras similares a las raíces subterráneas, llamadas rizomorfos, que ayudan a descomponer eficientemente la madera muerta en bosques templados latifoliados y mixtos. Ha sido el sujeto de considerable investigación científica debido a su importancia como un patógeno de la planta, su capacidad de bioluminiscencia, su inusual ciclo de vida, y su capacidad para formar grandes colonias de larga vida.

## Filogenia, taxonomía y nomenclatura
Ha habido confusión en la nomenclatura y la taxonomía de las especies ahora conocidas como Armillaria gallica, paralela a la que rodea el género Armillaria. La especie tipo, Armillaria mellea, era considerada hasta la década de 1970 como una especie con Pleomorfismo con una amplia distribución, variable de patogenicidad, y con un rango de acogida de los más amplios conocido entre los hongos. En 1973, Veikko Hintikka informó de una técnica para distinguir entre especies Armillaria haciéndolas crecer juntas como esporas individuales y aislándolas en placas de Petri y observando los cambios en la morfología de las culturas. Con una técnica similar, Kari Korhonen demostró en 1978 que la europea Armillaria mellea complejo de especies puede ser separada en cinco especies reproductivamente aisladas, que denominó "Especies Biológicas europeas" (EBS) A través de E. Al mismo tiempo, la A. mellea demostró ser diez especies diferentes (especies biológicas en América del Norte, o Nabs I a X), NABS VII se demostró poco después de que es la misma especie que EBS E. Debido a que varios grupos de investigación han trabajado con esta amplia distribución de especies, se le asignó varios nombres diferentes.
La especie que Korhonen llamó EBS B fue llamada A. bulbosa por Helga Marxmüller en 1982, ya que se pensaba que era equivalente a Armillaria mellea var. bulbosa, descrito por primera vez por Joseph Barla en 1887, y más tarde elevado a categoría de especie por Josef Velenovský en 1927. En 1973, el micólogo francés Henri Romagnesi, sin conocer la publicación de Velenovský, publicó una descripción de la especie que llamó Armillariella bulbosa, basada en especímenes que había encontrado cerca de Compiègne y Saint-Sauveur-le-Vicomte en Francia. Posteriormente se demostró que estos especímenes eran de la misma especie que el EBS E de Korhonen. Posteriormente, se determinó que EBS B era A. cepistipes.
 Por lo tanto, el nombre A. bulbosa era un nombre mal aplicado para EBS E. En 1987, Romagnesi y Marxmüller cambiaron el nombre de EBS E a Armillaria gallica. Otro sinónimo, A. lutea, había sido descrito originalmente por Claude Casimir Gillet en 1874, y propuesto como nombre para EBS E. Aunque el nombre tenía prioridad debido a su fecha de publicación temprana, fue rechazado como un nomen ambiguum debido a la falta de evidencia de apoyo para identificar el hongo, incluyendo un espécimen, tipo de localidad y notas incompletas de colección. A. inflata (Velenovský, 1920) puede representar otro sinónimo, pero los especímenes tipo no se conservaron, por lo que se considera un nombre dudoso (nomen dubium). A partir de 2010, tanto el Index Fungorum como MycoBank consideran Armillaria gallica Marxm. Y Romagn. ser el nombre actual, con A. bulbosa y A. lutea como sinónimos.
El análisis filogenético de especies de Armillaria en América del Norte, basado en el análisis de datos de polimorfismo de longitud de fragmentos amplificados, sugiere que A. gallica está más estrechamente relacionada con A. sinapina, A. cepistipes y A. calvescens. Estos resultados son similares a los reportados en 1992 que compararon secuencias de ADN ribosómico nuclear.
El epíteto específico gallica es el latín botánico para "francés" (de Gallia, "Galia"),
 y se refiere a la localidad tipo. El nombre anterior bulbosa es en latín para "bulb-bearing, bulbous" (del bulbo y el sufijo - osa ). Armillaria se deriva del latín armilla o "brazalete".

## Descripción
Los cuerpos frutales de la Armillaria gallica tienen tapas que son de 2.5-9.5 cm (1.0-3.7 in) de ancho, y dependiendo de su edad, pueden variar en forma de cónicas a convexas o aplanadas. Las tapas son de color marrón amarillento a marrón cuando están húmedas, a menudo con un centro de color más oscuro; el color tiende a desvanecerse al secarse. La superficie de la tapa está cubierta con fibras delgadas (del mismo color que la tapa) que están erectas o inclinadas hacia arriba.
Cuando los cuerpos frutales son jóvenes, la parte inferior de las tapas tiene una capa algodonosa de tejido que se extiende desde el borde de la tapa hasta el tallo, un velo parcial, que sirve para proteger las branquias en desarrollo. A medida que el tapón aumenta de tamaño, la membrana finalmente se separa de la tapa para exponer las branquias. Las branquias tienen una unión adnata (unida de forma cuadrada) a algo decurrente (que se extiende por la longitud del tallo) hacia el tallo. Inicialmente son blancos, pero envejecen a una naranja cremosa o pálida cubierta con manchas de color óxido. El tallo mide 4-10 cm (1.6-3.9 pulg) de largo y 0.6-1.8 cm (0.24-0.71 pulg) de grosor, y casi en forma de maza con una base de hasta 1.3-2.7 cm (0.5-1.1 pulg) de grosor. Por encima del nivel del anillo, el tallo es de color naranja pálido a marrón, mientras que debajo es de color blanquecino o rosa pálido, y se vuelve marrón grisáceo en la base. El anillo se coloca alrededor de 0.4-0.9 cm (0.16-0.35 in) por debajo del nivel de la tapa, y puede estar cubierto de micelio algodonoso de color amarillento a pardo pálido. La base del tallo está unida a los rizomorfos, estructuras en forma de raíz negras de 1-3 mm de diámetro. Si bien la función principal de los micelios subterráneos es absorber los nutrientes del suelo, los rizomorfos cumplen una función más exploratoria, para localizar nuevas bases de alimentos.

### Funciones microscópicas
Cuando las esporas se ven en depósito, como con una impresión de esporas, aparecen blanquecinas. Tienen forma elipsoide u oblonga, generalmente contienen una gota de aceite y tienen dimensiones de 7-8.5 por 5-6 μm. Las células portadoras de esporas, los basidios, tienen forma de maza, cuatro esporas (raramente dos esporas) y miden 32-43 por 7-8,7 μm. [25] Otras células presentes en el himenio fértil incluyen los queilocistidios (cistidias presentes en el borde de una branquia), que son en forma de maza, más o menos cilíndricos y de 15 a 25 por 5.0 a 12 μm. Los cistidios también están presentes en el tallo (llamados caulocistidios) y tienen forma de bastón, y miden 20-55 por 11-23 μm. [26] La cutícula del casquillo está hecha de hifas que se entrelazan irregularmente y se proyectan hacia arriba para formar las escamas que se ven en la superficie. Las hifas que forman las escamas superficiales generalmente miden 26-88 μm de largo por 11-27 μm de espesor y pueden cubrirse con una costra de pigmento. Las conexiones de abrazadera están presentes en las hifas de la mayoría de los tejidos.

### Edibilidad
Como todas las especies de Armillaria, la A. gallica se considera comestible. Por lo general, se recomienda cocinar a fondo, ya que el champiñón crudo tiene un sabor acre cuando está fresco o poco cocido. Un autor aconseja consumir solo una pequeña porción inicialmente, ya que algunas personas pueden experimentar malestar estomacal. El sabor se describe como "leve a amargo", y el olor "dulce", o una reminiscencia de queso camembert.

### Especies similares
Armillaria calvescens tiene una apariencia bastante similar, y solo se puede distinguir con fiabilidad de A. gallica al observar las características microscópicas. A. calvescens tiene una distribución más al norte, y en América del Norte, rara vez se encuentra al sur de los Grandes Lagos.
 A. mellea tiene un tallo más delgado que A. gallica, pero puede distinguirse más definitivamente por la ausencia de pinzas en la base de los basidios. Del mismo modo, A. cepistipes y A. gallica son prácticamente idénticos en apariencia (especialmente cuerpos de frutas más antiguas), y se identifican por las diferencias en la distribución geográfica, el rango del huésped y las características microscópicas. Se han desarrollado métodos moleculares para discriminar entre las dos especies mediante la comparación de secuencias de ADN en el factor 1-alfa de elongación de la traducción del código genético.

### Metabolitos
Armillaria gallica puede producir metabolitos que contienen ciclobutano, como arnamiol, un producto natural que se clasifica como un éster de arilo sesquiterpenoide. Aunque la función específica de arnamiol no se conoce definitivamente, se cree que los productos químicos similares presentes en otras especies de Armillaria desempeñan un papel en la inhibición del crecimiento de bacterias u hongos antagónicos o en la destrucción de células de la planta huésped antes de la infección.

## Galería

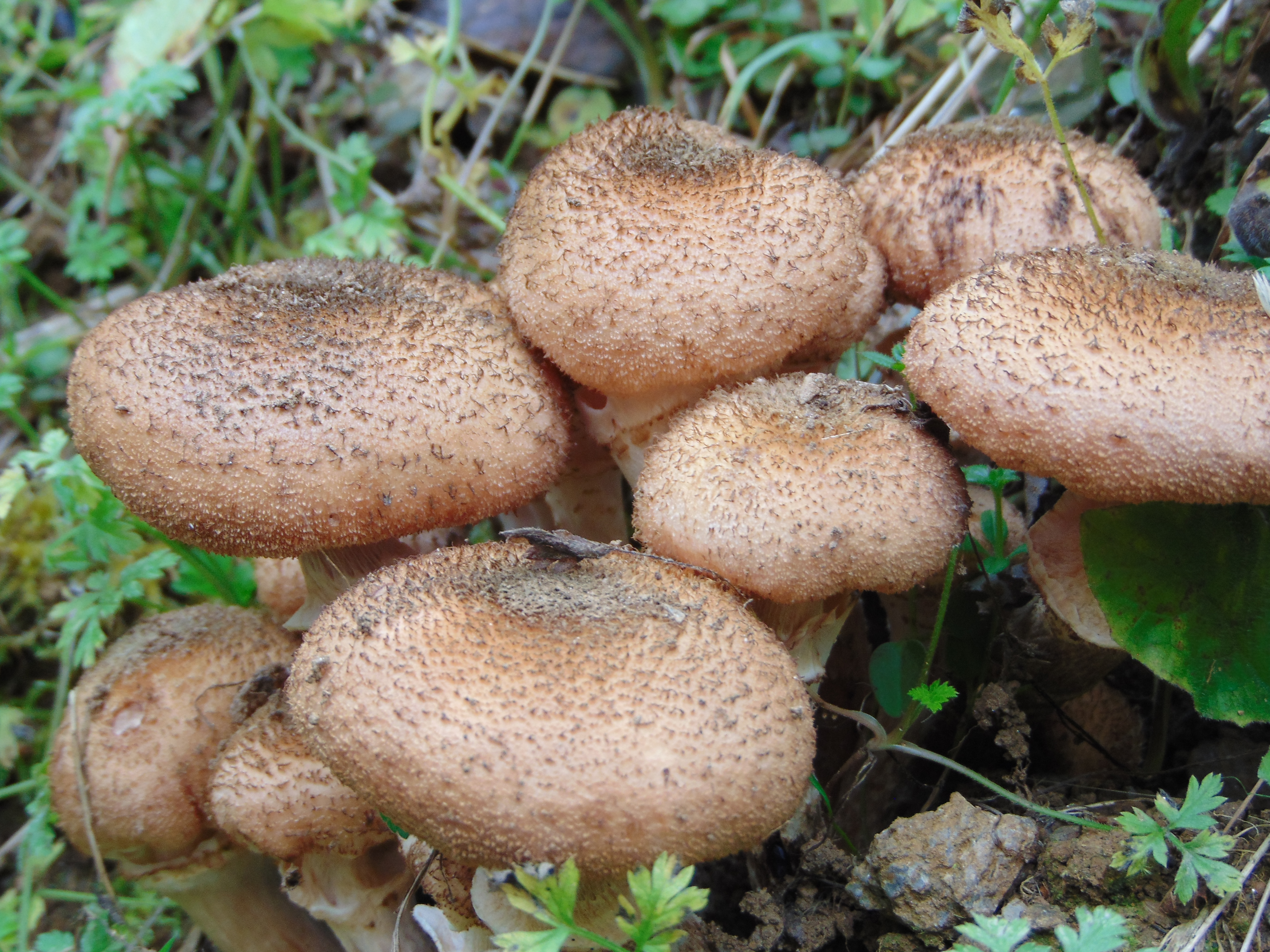
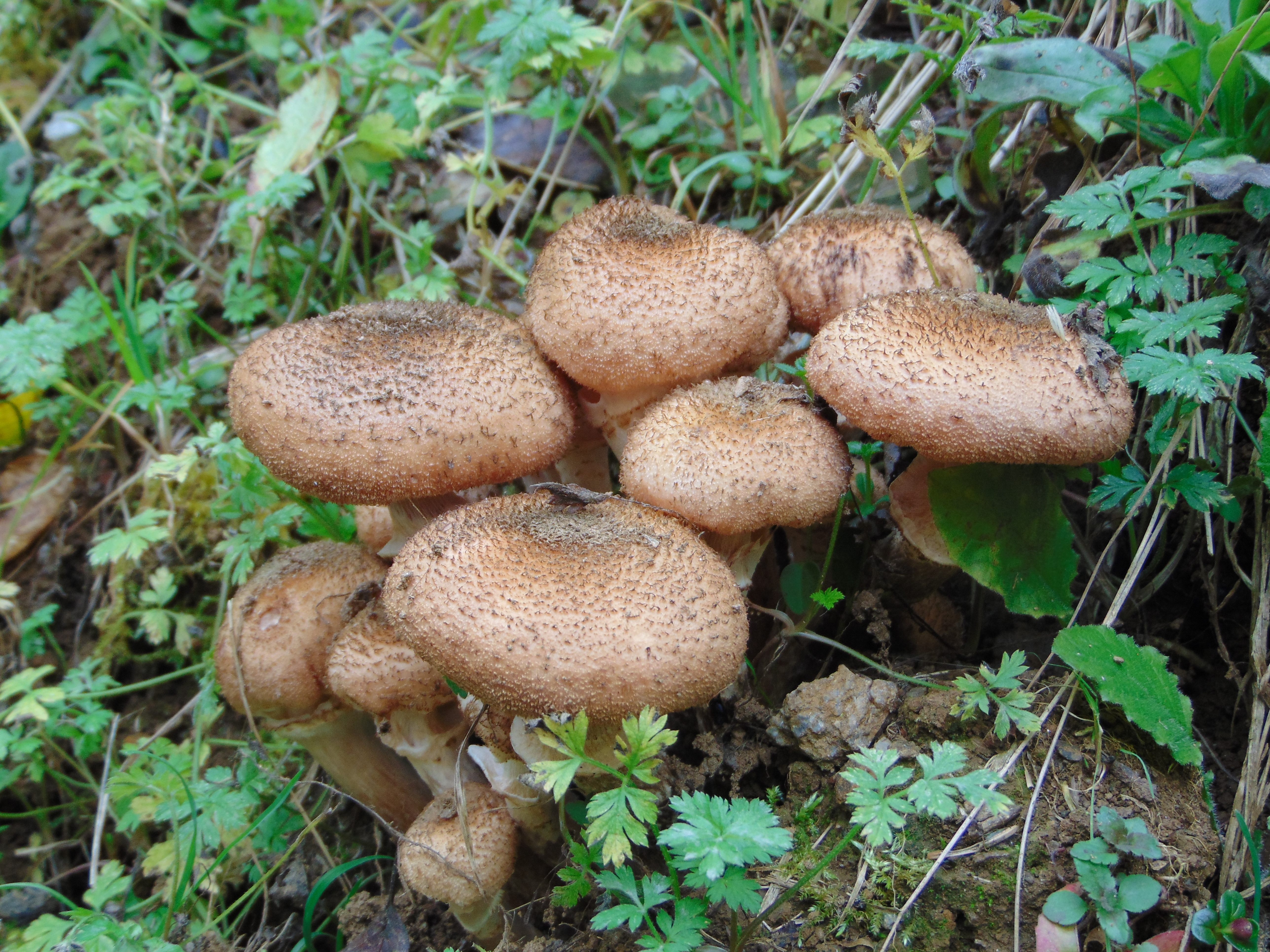
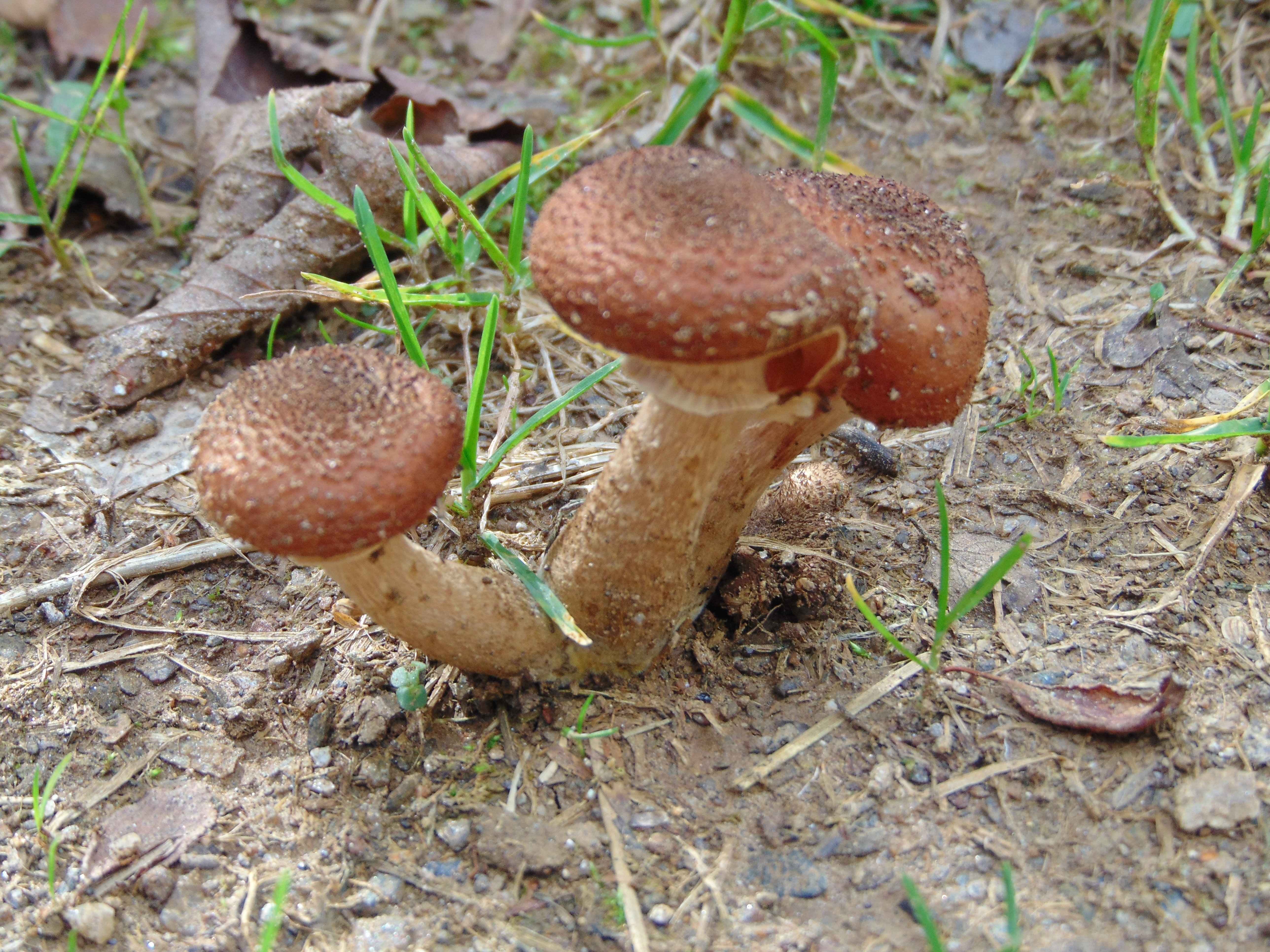
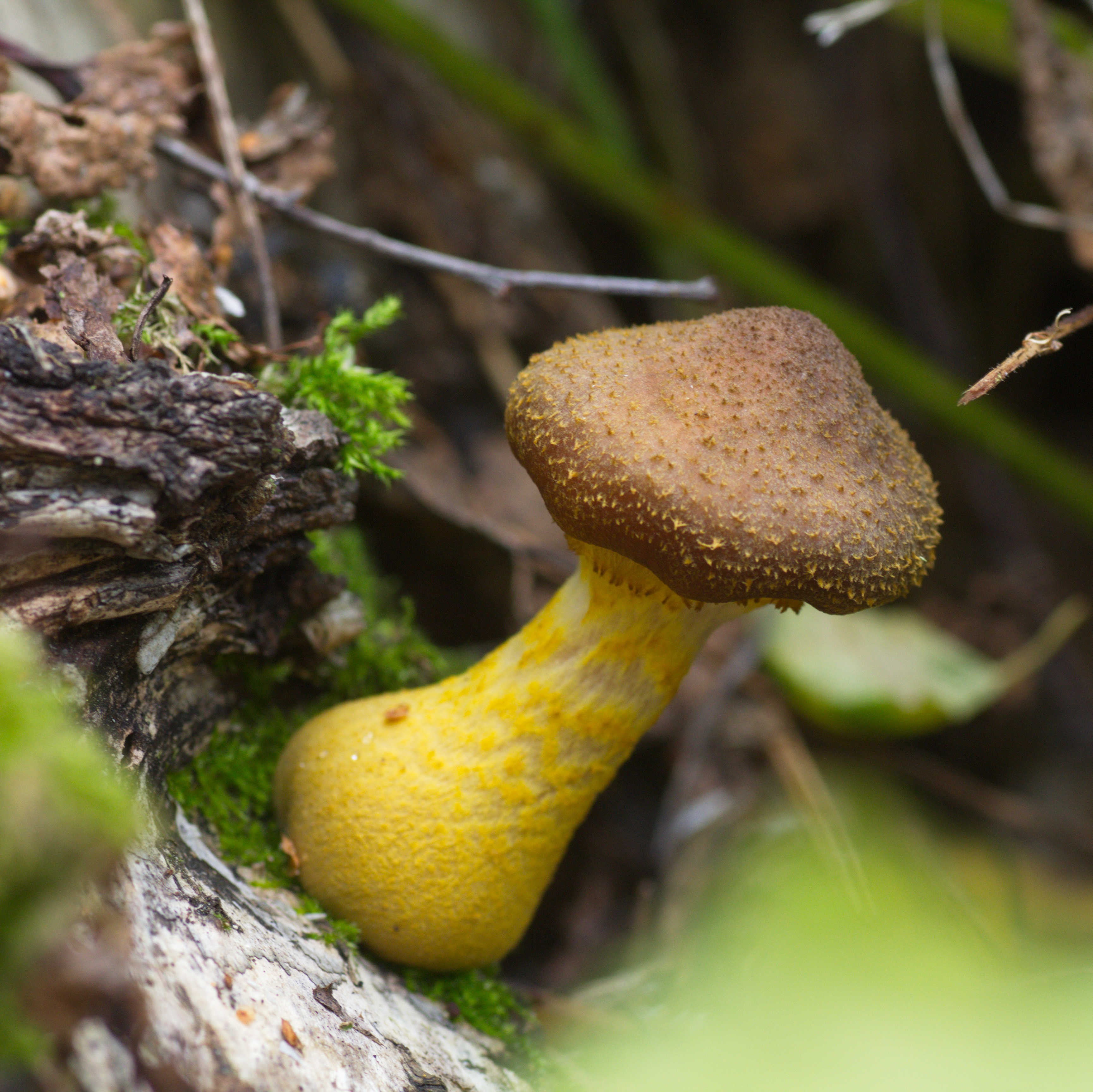
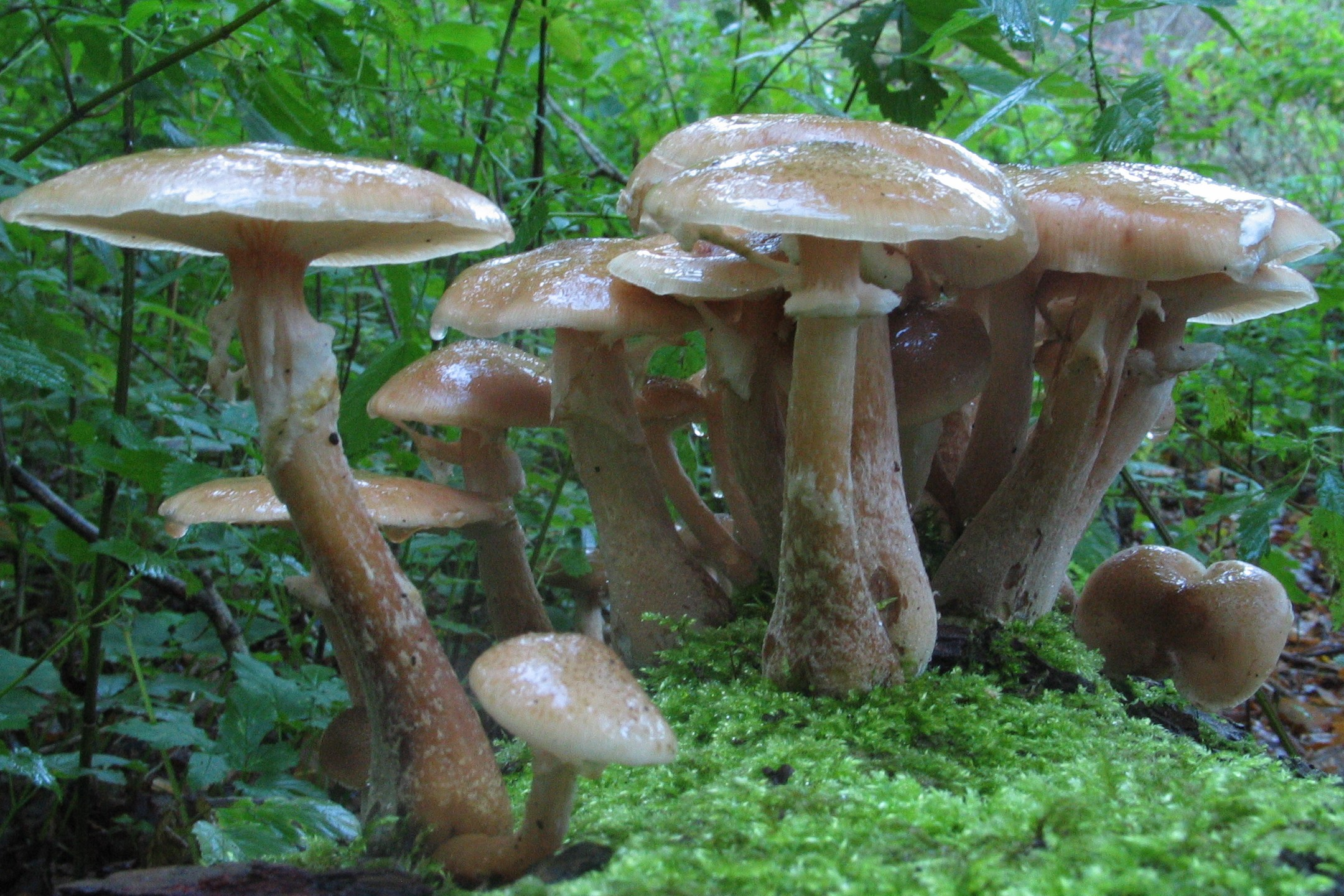
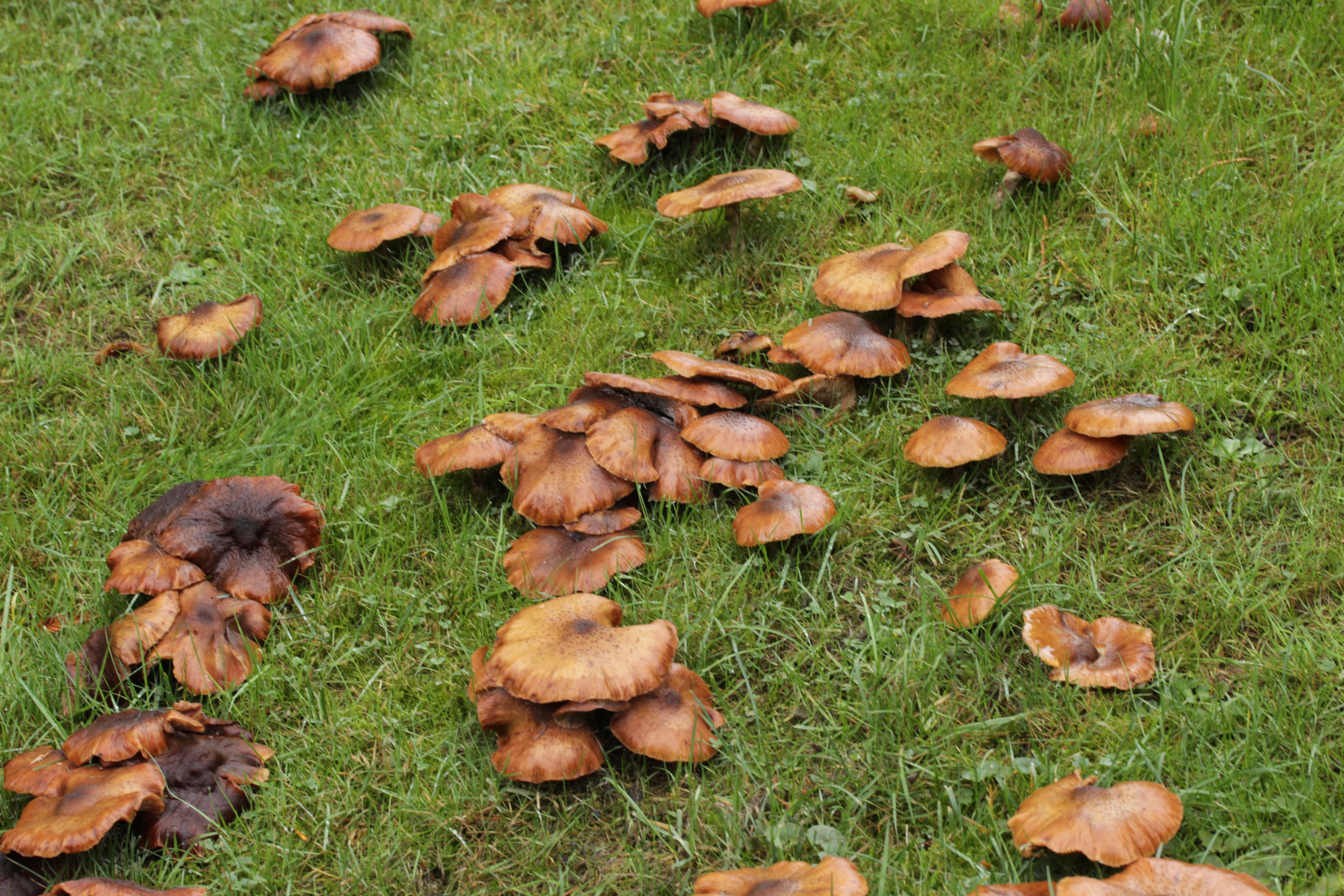